# Joki Freund

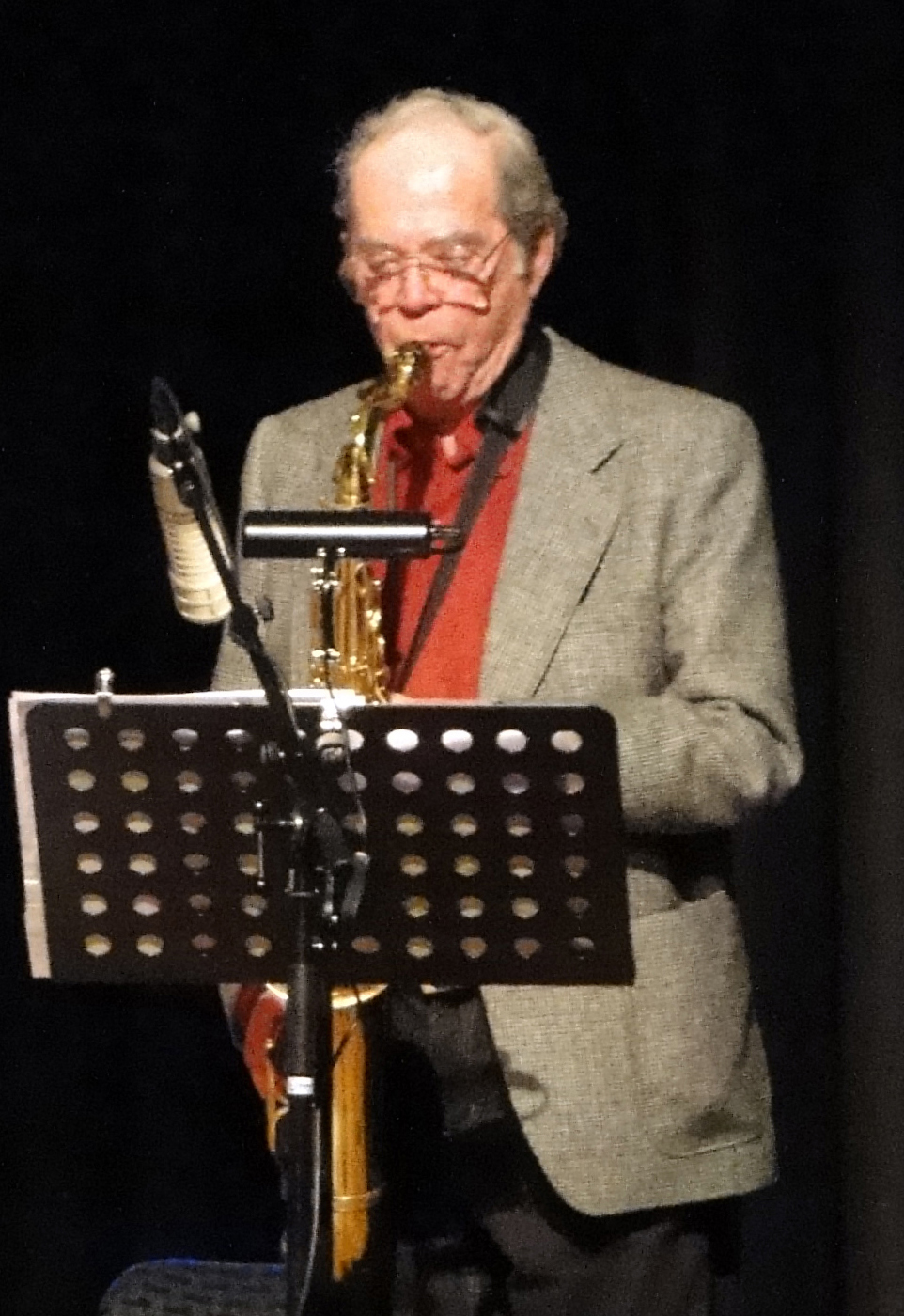
Joki Freund 2009 in Hofheim

Walter Jakob „Joki“ Freund (* 5. September 1926 in Höchst am Main; † 15. Februar 2012 in  Schwalbach am Taunus) war ein deutscher Musiker des Modern Jazz.

## Leben und Wirken
Nach einer Ausbildung als technischer Zeichner und dem Ableisten des Wehrdienstes begann Freund mit dem Tenorsaxophon, spielte unter anderen bei Joe Klimm (1951), Jutta Hipp (1952–1954), leitete anschließend ein eigenes Quintett und spielte bei den von Günter Boas gegründeten Two Beat Stompers und im Wolfgang Lauth Septett. 1958 wurde er Mitglied der German All Stars, aus denen im gleichen Jahr das Jazz-Ensemble des Hessischen Rundfunks hervorging, in dem er seit Gründung spielte.
Er galt als ein solider Instrumentalist (alle Saxophone, besonders Tenor- und Sopransaxophon, Klarinette, aber auch Trompete, Tuba, Posaune, Violine, Akkordeon, Sousaphon, Klavier, Vibraphon), bedeutender aber war er als Komponist und vor allem als Arrangeur. Insbesondere für das Jazz-Ensemble des Hessischen Rundfunks und für das Orchester Erwin Lehn, dem er seit 1962 angehörte, leistete er nachhaltige Beiträge. „Für Combos und Big Bands und alle möglichen Ensembles fast jeglicher Größe fabrizierte er immer neue, überraschende Klangkombinationen.“ (Joachim-Ernst Berendt)

## Auswahldiskographie
- Joki Freund Yogi Jazz (mit J. Freund, ts; Emil Mangelsdorff, as, fl; Wolfgang Dauner, p; Eberhard Weber,  b; Karl Theodor Geier, b; Peter Baumeister, dr) (Atelier Sawano AS 058; 1963)
- Colin Wilkie, Shirley Hart, Albert Mangelsdorff, Joki Freund und das Jazz-Ensemble des Hessischen Rundfunks Wild Goose (mit Joki Freund, arr, ts, ss; Albert Mangelsdorff, tb; Emil Mangelsdorff, as, fl; Heinz Sauer, ts, as; Günter Kronberg, as; Günter Lenz, b; Ralf Hübner, dr; Colin Willkie, gt, voc; Shirley Hart, voc; 1969)
- Jazzensemble des Hessischen Rundfunks Atmospheric Conditions Permitting (mit Joki Freund, arr, ts, as, ss; Albert Mangelsdorff, tb; Emil Mangelsdorff, as, fl; Heinz Sauer, arr, ts, ss, as, synt; Christof Lauer, ts, ss; Bob Degen, p; Günter Lenz, arr, b; Ralf Hübner, arr, dr, synt; sowie Lee Konitz, as; Tony Scott, cl; Volker Kriegel, gt; Bill Frisell, gt: Eberhard Weber, b: Werner Pirchner, vibes, arr und anderen; Aufnahmen zwischen 1967 und 1993, Produzent: Ulrich Olshausen).

## Nachweise
1. ↑  Frankfurter Rundschau vom 18. Februar 2012, S. F15
2. 1 2  https://www.jazzzeitung.de/jazz/2012/02/kaw.shtml

| Personendaten    | Personendaten                          |
| ---------------- | -------------------------------------- |
| NAME             | Freund, Joki                           |
| ALTERNATIVNAMEN  | Freund, Walter Jakob (wirklicher Name) |
| KURZBESCHREIBUNG | deutscher Jazzmusiker                  |
| GEBURTSDATUM     | 5. September 1926                      |
| GEBURTSORT       | Frankfurt-Höchst                       |
| STERBEDATUM      | 15. Februar 2012                       |
| STERBEORT        | Schwalbach am Taunus                   |